# Septicflesh
I Septicflesh (precedentemente noti come Septic Flesh) sono una band greca fondata ad Atene nel 1990. Il loro sound mischia un death metal classico e violento con imponenti orchestrazioni, con qualche coro di voci liriche e con atmosfere fortemente gotiche e angoscianti. Spesso sono paragonati ai connazionali Rotting Christ. I testi hanno tematiche mitologiche, fantastiche, esoteriche e psicologiche.

## Storia del gruppo

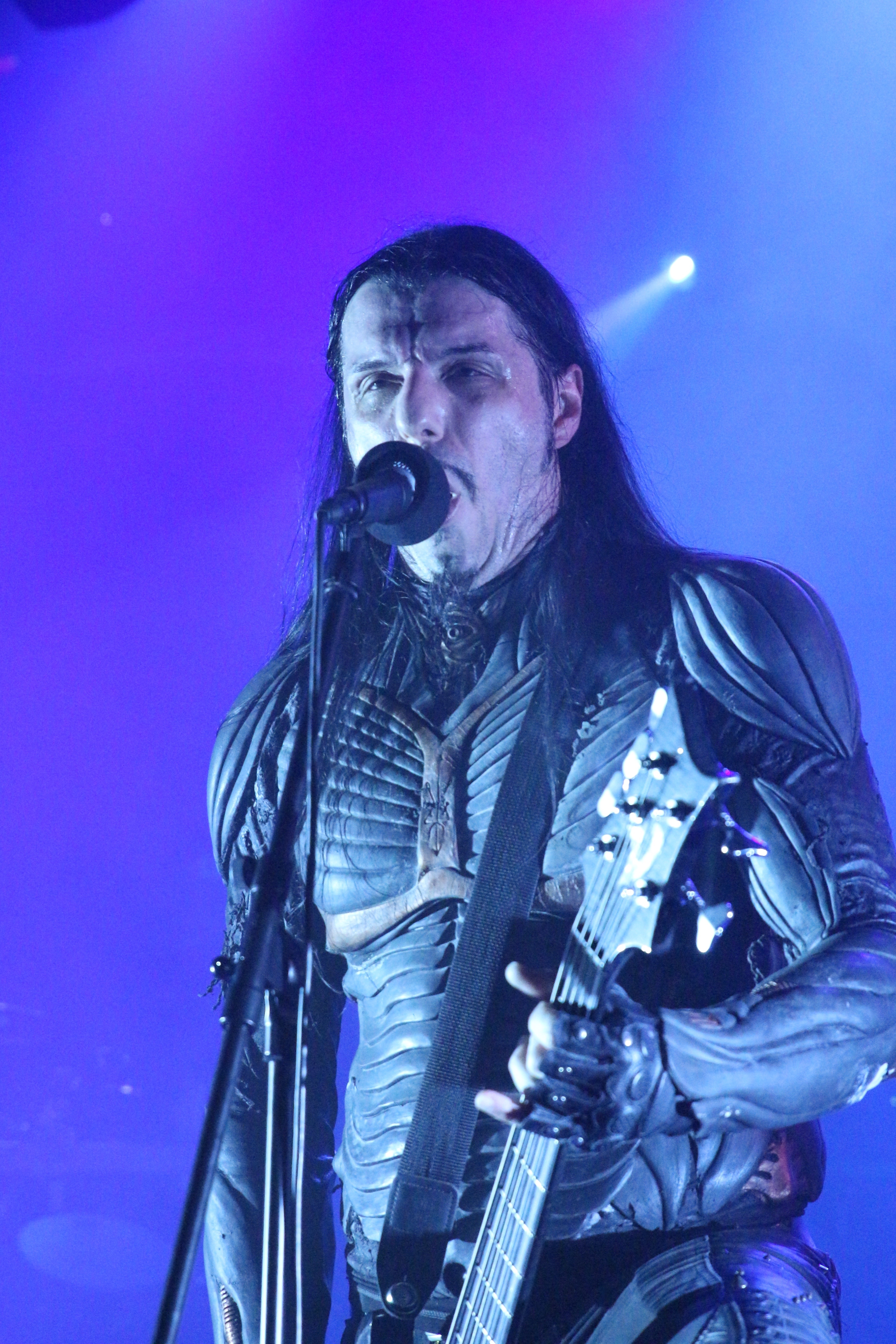
Spiros Antoniou nel 2015

La band è stata fondata nel marzo 1990 da Sotiris Vayenas (chitarra), Spiros Antoniou (basso e voce), e Christos Antoniou (chitarre), e rapidamente hanno pubblicato il loro EP di debutto, Temple of the Lost Race nel dicembre 1991. La band registrò il suo primo full-album Mystic Places of Dawn, nell'aprile del 1994 presso lo studio Storm con la co-produzione di Magus Wampyr Daoloth (che precedentemente era il tastierista dei Rotting Christ).
Dalla formazione originale del gruppo nel 1991 fino al 1997, la formazione è rimasta stabile, ma su The Ophidian Wheel (1997) e Fallen Temple (1998), è stata aggiunta una voce femminile, Natalie Rassoulis. Il gruppo si sciolse nel mese di ottobre 2003, e dopo lo scioglimento, i suoi membri passarono a progetti diversi o già esistenti: Chris Antoniou continuò con i Chaostar, che formò nel 1998, e Katsionis passò alla chitarra nei Nightfall e alle tastiere per i Firewind. TheDevilWorx, formato un anno dopo lo scioglimento dei Septicflesh, è caratterizzato da alcuni membri della formazione originale dei Septicflesh. Nel marzo 2007, il chitarrista Sotiris Vayenas ha rivelato i suoi piani per un nuovo progetto solitario chiamato Aenaos.

### Reunion
Il 19 febbraio 2007, i Septicflesh hanno annunciato una reunion per il Greece's Metal Healing Festival con Orphaned Land, Rage e Aborted, che si terrà il 20-22 luglio. Il 3 aprile 2007, Blabbermouth.net ha riportato che la band si è riunita per il loro settimo full-album, con lo studio di registrazione francese Season of Mist. Secondo il chitarrista e compositore Christos Antoniou, per la pubblicazione dell'album avrebbero disposto di un'intera orchestra e un di un coro, per un totale di 80 musicisti e 32 cantanti. I Septicflesh ultimarono il nuovo album, Communion, nello Studio Fredman in Svezia, e venne pubblicato nell'aprile 2008.

## Formazione

### Attuale
- Sotiris Vayenas - chitarra, voce (1990-2003, 2007-presente)
- Spiros "Seth" Antoniou - voce, basso (1990-2003, 2007-presente)
- Christos Antoniou - chitarra (1990-2003, 2007-presente)
- Dinos "Psychon" Prassas - chitarra (2018-presente)
- Kerim Lechner - batteria (2014-presente)

### Ex componenti
- Alexander Haritakis - chitarra (2003)
- Akis "Lethe" Kapranos - batteria (1990-2003)
- Kostas Savvidis - batteria (1997-1998)
- George "Magus Wampyr Daoloth" Zaharopoulos - tastiera (2001-2003)
- Bob Katsionis - tastiera (2003)
- Fotis Bernardo - batteria (2007-2014)

## Discografia

### Album in studio
- 1994 - Mystic Places of Dawn
- 1995 - Esoptron
- 1997 - Ophidian Wheel
- 1998 - A Fallen Temple
- 1999 - Revolution DNA
- 2003 - Sumerian Daemons
- 2008 - Communion
- 2011 - The Great Mass
- 2014 - Titan
- 2017 - Codex Omega
- 2022 - Modern Primitive

### EP
- 1991 - Temple of the Lost Race
- 1998 - The Eldest Cosmonaut
- 2014 - The Titan Symphony

### Compilation
- 1999 - Forgotten Paths